# Webuild
Die Webuild S.p.A. (ehemals Salini Impregilo) ist ein börsennotierter italienischer Baukonzern mit Sitz in Rom und Mailand. Das Unternehmen ist die größte italienische Ingenieur- und Generalunternehmergruppe und zählt als Global Player im Bausektor.
Der Baukonzern ist mit rund 90.000 Mitarbeitern in über 50 Ländern auf 5 Kontinenten aktiv und in zahlreichen Bereichen des Hoch- und Tiefbaus aktiv. Es werden Wasserbauwerke wie Wasserkraftwerke, Staudämme, Wasserinfrastrukturen wie Häfen, Brücken sowie Straßen, Autobahnen, Eisenbahnen und unterirdische Arbeiten wie Tunnel und U-Bahn-Systeme bis hin zu öffentlichen und industriellen Gebäuden wie Flughäfen, Krankenhäuser und Stadien gebaut.
Im Ranking des Engineering News-Record, dem Maßstab für die gesamte Baubranche, belegt der Konzern den ersten Platz im Wasserbausektor. Die Tochtergesellschaft Fisia Italimpianti ist im Bau von Meerwasserentsalzungsanlagen tätig.

## Geschichte
Im Jahr 2014 fusionierte die 1959 gegründete Impregilo mit Salini. Die daraus entstandene Salini Impregilo S.p.A. trägt seit dem Jahr 2020 den Namen Webuild.
Bereits 2019 wurde das in Rom ansässige Bauunternehmen Astaldi übernommen und in den Konzern eingegliedert.
2016 wurde die amerikanische Lane Construction Corporation übernommen, 2022 folgte die Übernahme der australischen Clough Group. Beide Unternehmen sind heute hundertprozentige Tochtergesellschaften der Webuild.

## Abgeschlossene Projekte (Auswahl)
- Brücken:[8]
  - Brăila-Brücke, Rumänien

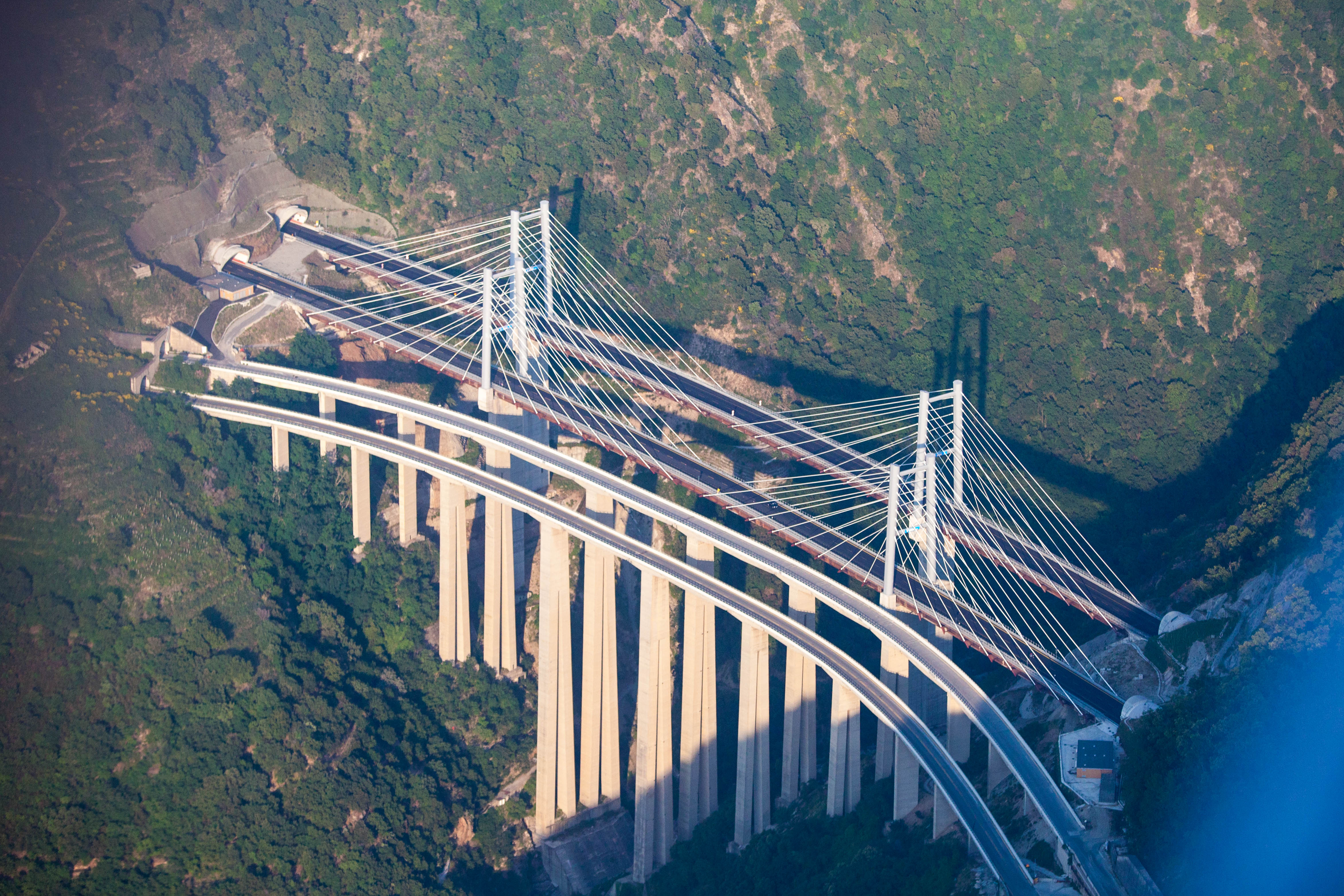
Favazzina Hängebrücke

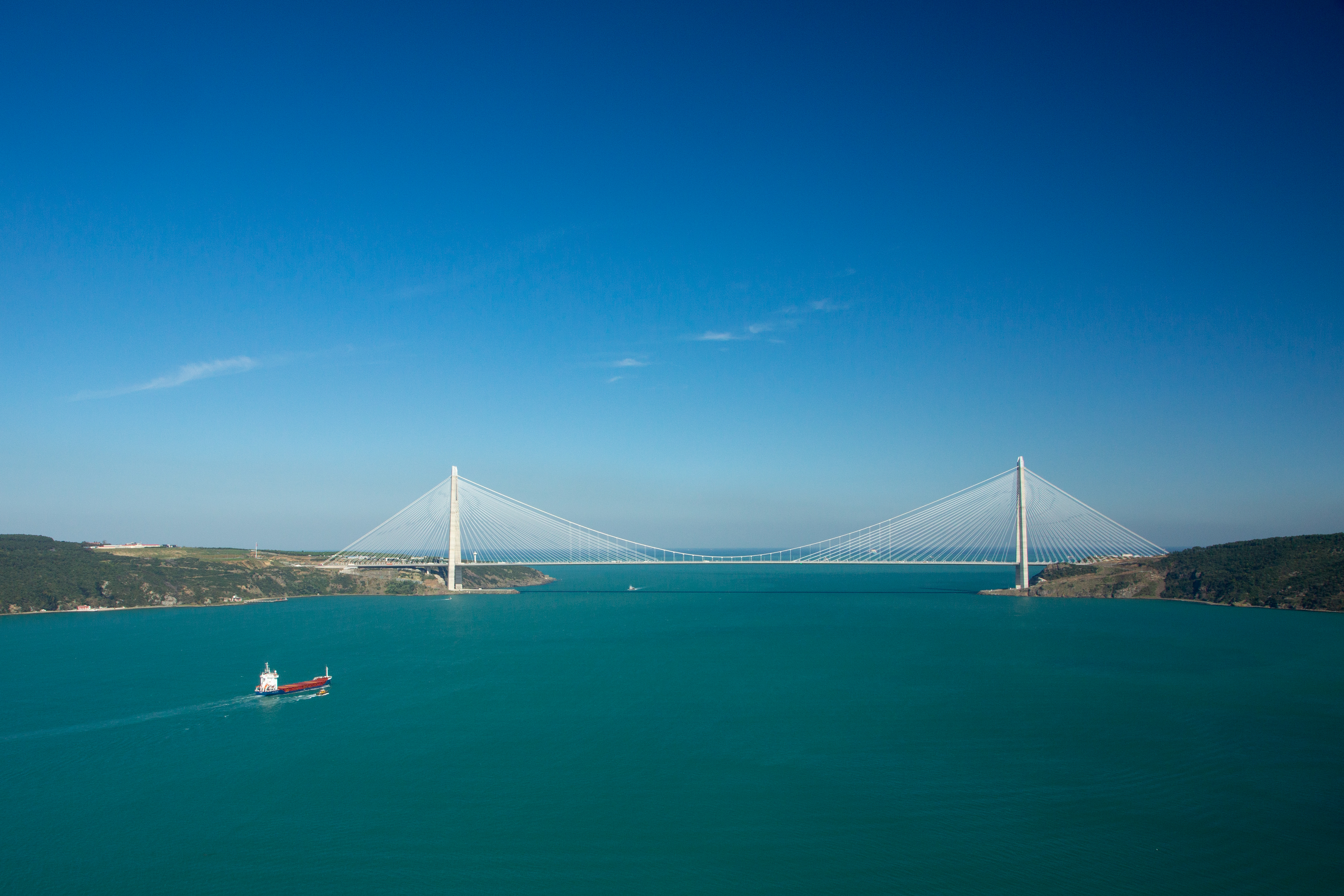
Yavuz-Sultan-Selim-Brücke

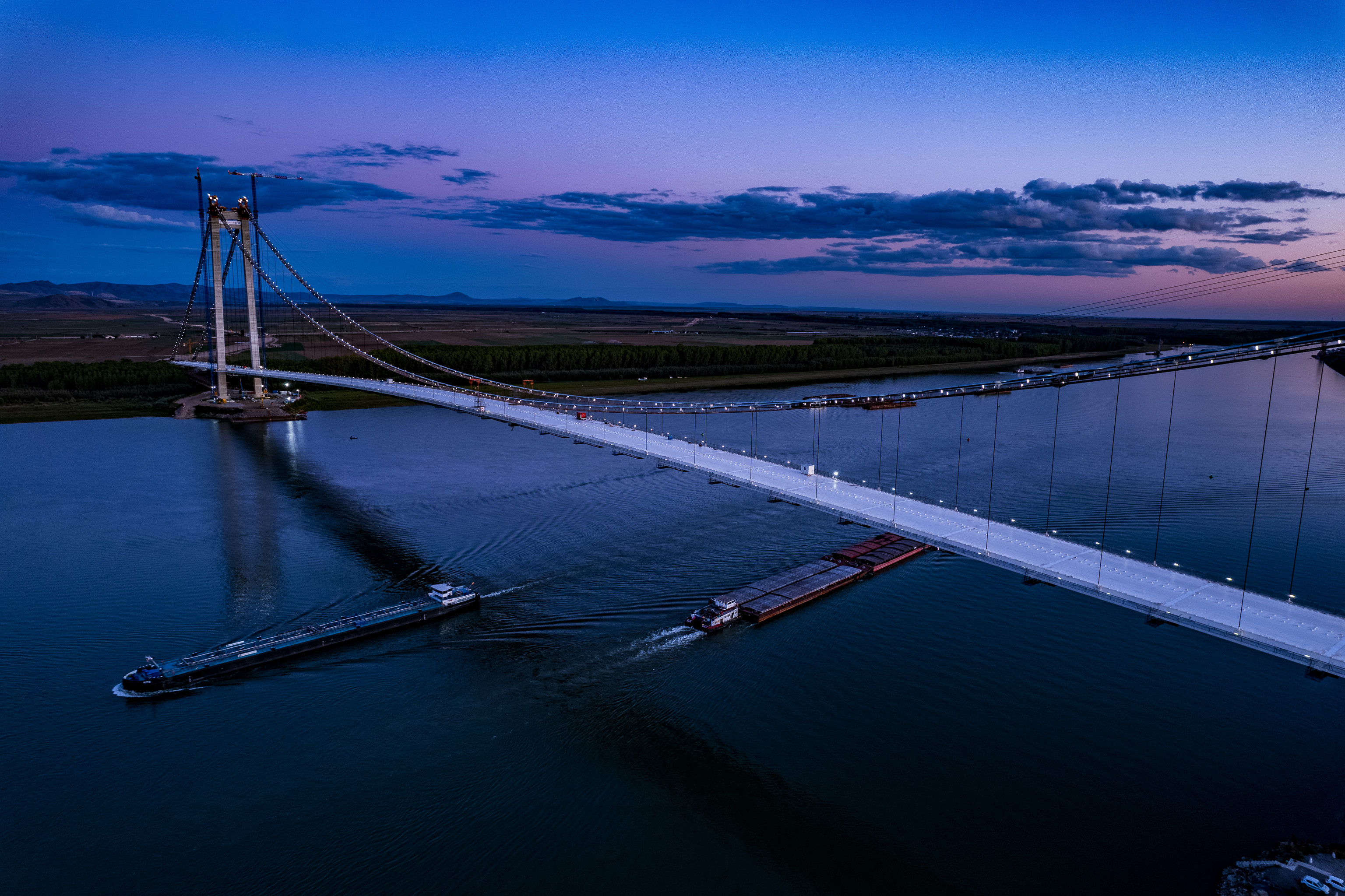
Brăila-Brücke

  - Fatih-Sultan-Mehmet-Brücke, Türkei
  - Rosario-Victoria-Brücke, Argentinien
  - Favazzina Hängebrücke, Italien
  - Yavuz-Sultan-Selim-Brücke, Türkei
  - Osman-Gazi-Brücke, Türkei
  - Neubau des Polcevera-Viadukt in Genua nach Einsturz 2018 und Abriss 2019

- Eisenbahn und U-Bahn:[8]
  - Bahnhof Neapel-Afragola, Italien
  - Bahnstrecke Marseille–Ventimiglia, Frankreich, Italien, Monaco
  - Cityringen, Dänemark
  - Doha Metro, Katar
  - Metro Thessaloniki, Griechenland
  - Muni Metro, Vereinigte Staaten
  - Metropolitana di Milano Linie 4, Italien
  - U-Bahnhof Capodichino Aeroporto Metropolitana di Napoli, Italien
  - Sydney Metro Northwest, Australien
  - Transiranische Eisenbahn, Iran

- Hoch- und Tiefbau:[8]
  - Palazzo Lombardia, Italien
  - Louise-Weiss-Gebäude, (Europäisches Parlament), Frankreich
  - Fermi National Accelerator Laboratory, Vereinigte Staaten
  - Kingdom Centre, Saudi-Arabien
  - Auditorium Parco della Musica, Italien
  - Scheich-Zayid-Moschee, Vereinigte Arabische Emirate
  - Stavros Niarchos Foundation Cultural Center, Griechenland

- Stadien:[8]

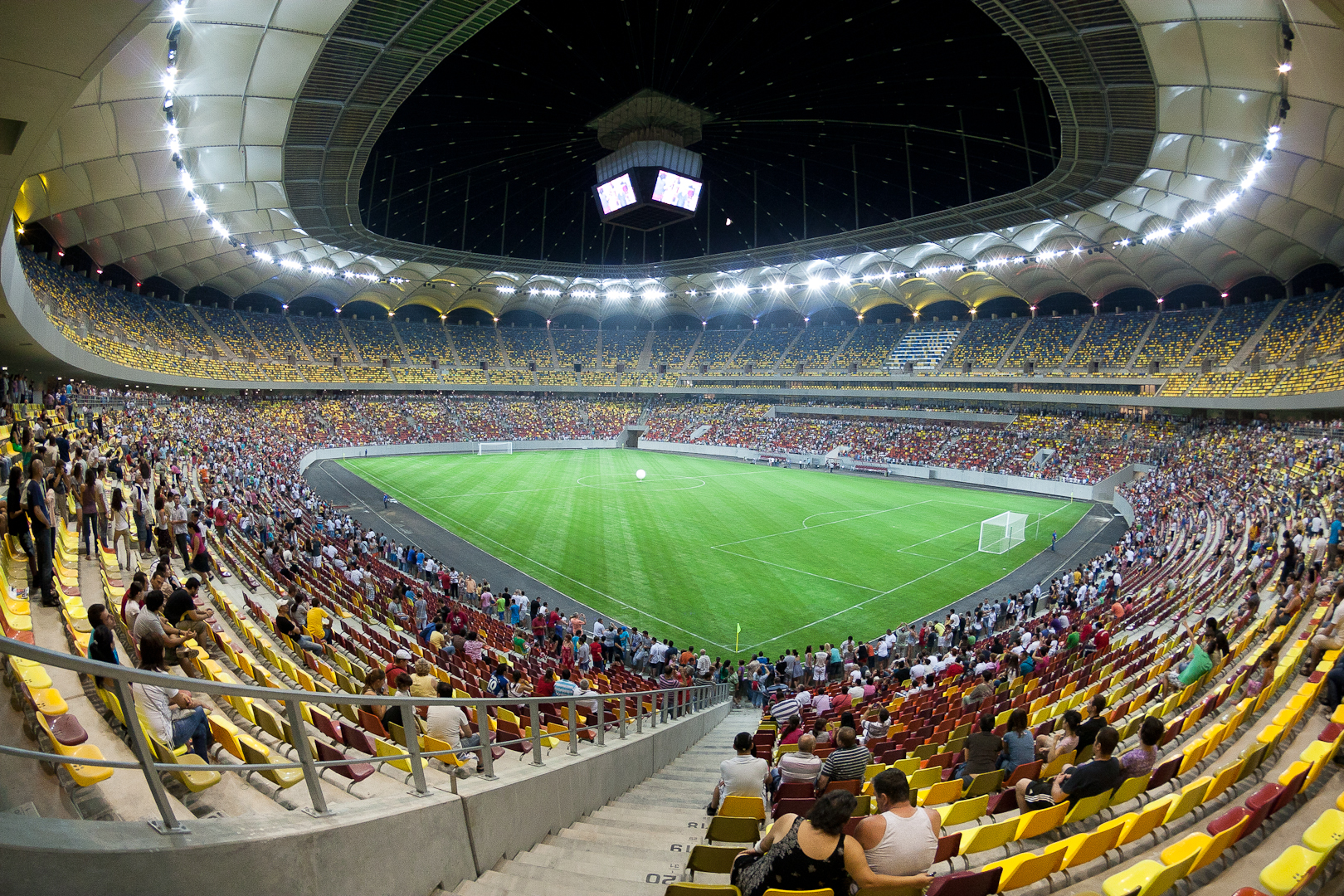
Arena Națională

  - Modernisierung und Renovierung Giuseppe-Meazza-Stadion, Italien
  - Modernisierung und Renovierung Olympiastadion Rom, Italien
  - Arena Națională, Rumänien
  - Lia-Manoliu-Stadion, Rumänien
  - al-Bayt-Stadion, Katar

- Straßen und Flughäfen:[8]

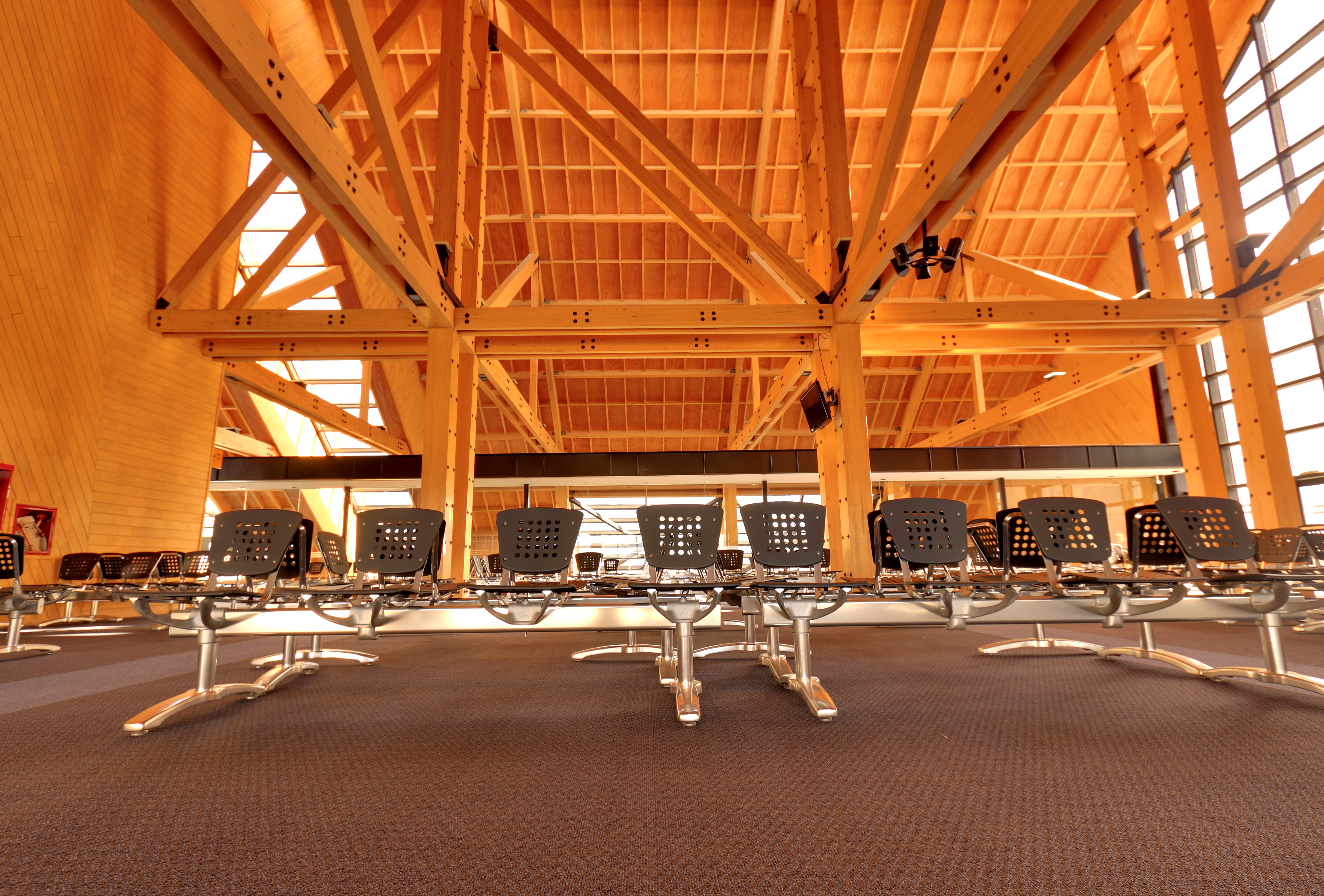
Flughafen Ushuaia

  - Fréjus-Straßentunnel, Italien, Frankreich
  - Gran-Sasso-Tunnel, Italien
  - Rodovia dos Imigrantes, Brasilien
  - Umfahrung Kutaissi, Georgien
  - Fernstraße M5 Minsk–Gomel, Belarus
  - Fernstraße Yenikənd–Salyan–Şorsulu, Aserbaidschan
  - Flughafen Kufra, Libyen
  - Flughafen Ushuaia, Argentinien
  - Erweiterung und Modernisierung des NATO Militärflugplatzes Sigonella, Italien

- Wasserbau:[8]
  - Ertan-Talsperre, China
  - Gilgel Gibe III, Äthiopien

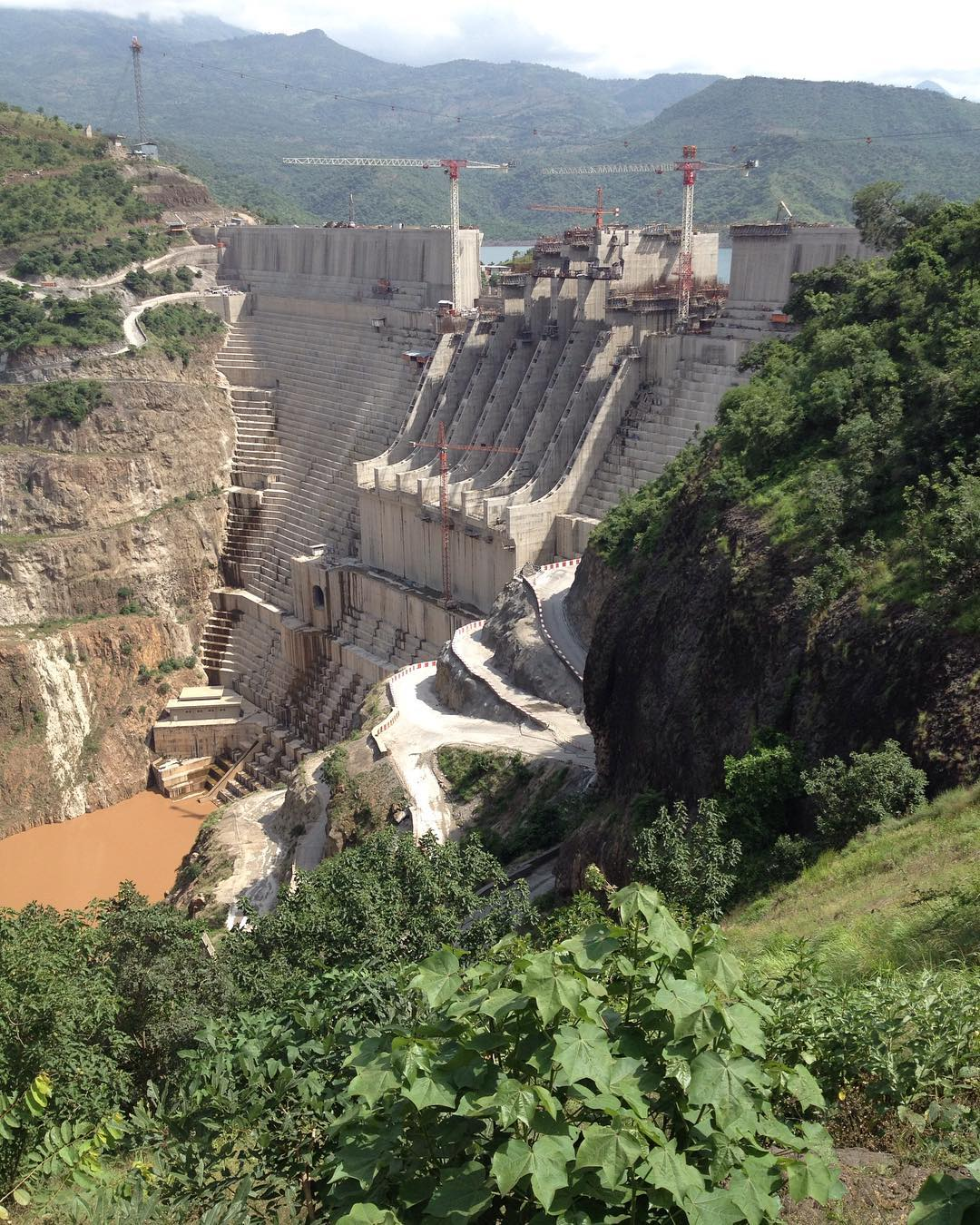
Wasserkraftwerk Gilgel Gibe III

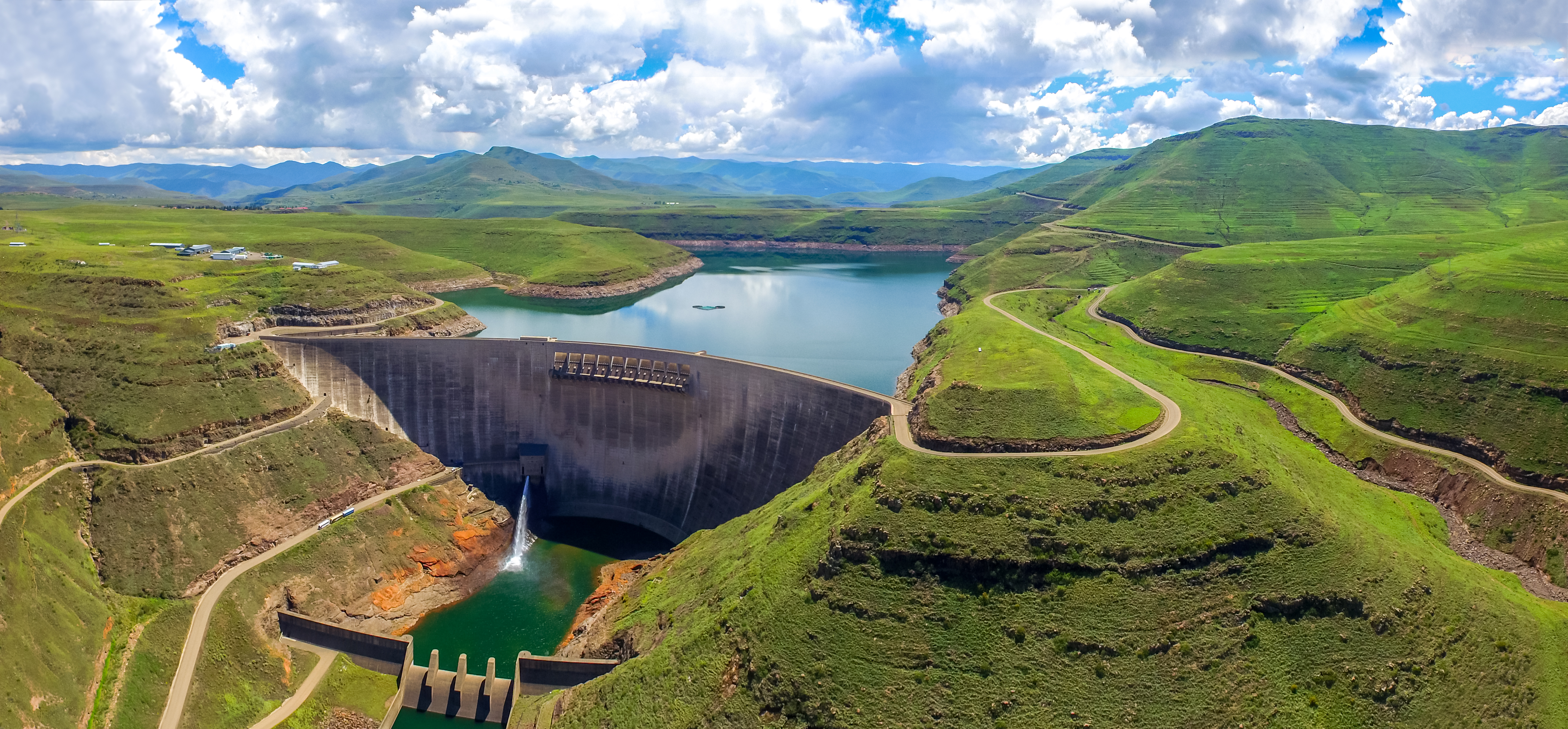
Katse-Talsperre

  - Grand-Ethiopian-Renaissance-Talsperre, Äthiopien
  - Lago di Lei Staudamm, Italien, Schweiz
  - Angostura, Chile
  - Kraftwerk und Staudamm Yacyretá, Argentinien
  - Kraftwerk und Talsperre Piedra del Águila, Argentinien
  - Lesotho Highlands Water Project, Lesotho
  - Anacostia River Tunnel, Vereinigte Staaten
  - Abwassertunnel unter dem Riachuelo, Argentinien
  - El Quimbo-Staudamm, Kolumbien
  - Kraftwerkskomplex Mantaro, Peru
  - Kraftwerk Ulu Jelai, Malaysia
  - Kariba-Talsperre, Sambia
  - Katse-Talsperre, Lesotho
  - Neckartal-Damm, Namibia
  - Panamakanal (Erweiterung), Panama
  - Dez-Talsperre, Iran
  - Kraftwerk Nathpa Jhakri, Indien
  - Sogamoso-Talsperre, Kolumbien
  - Kárahnjúkar-Kraftwerk, Island
  - Kraftwerks- und Meerwasserentsalzungsanlage Dschabal Ali, Vereinigte Arabische Emirate
  - Meerwasserentsalzungsanlage Salalah, Oman
  - Zimapán-Talsperre, Mexiko

## Laufende Projekte (Auswahl)
- Brücken:[8]
  - Brücke über die Straße von Messina, Italien[9]
  - Sotra-Brücke Erweiterungsprojekt, Norwegen

- Eisenbahn und U-Bahn:[8]
  - Brennerbasistunnel: Segment Mules, Italien; Segment Tulfes–Pfons, Österreich
  - Eisenbahnprojekt Turin–Lyon, Italien, Frankreich

- Wasserbau:[8]
  - Grand-Ethiopian-Renaissance-Talsperre, Äthiopien
  - Koysha-Talsperre, Äthiopien
  - Rogun-Staudamm, Tadschikistan
  - Modernisierung Hafen Tarent, Italien
  - Pumpspeicherkraftwerk Snowy 2.0, Australien

- Straßen und Flughäfen:[8]
  - Umbau der Tyndall Air Force Base, Vereinigte Staaten

- Hoch- und Tiefbau:[8]
  - Diriyah Square Project, Saudi-Arabien
  - Bürokomplex der Eni in Mailand, Italien
  - Wiederaufbau der Versorgungsnetze von Tripolis und Misrata, Libyen

## Anteilseigener
(Stand: August 2025)
| Anteil  | Anteilseigner                           |
| ------- | --------------------------------------- |
| 38,55 % | Salini S.p.A.                           |
| 16,47 % | Italienischer Staat über die CDP Equity |
| 2,60 %  | Eigene Aktien                           |
| 42,38 % | Streubesitz                             |